# ناتالیا سوکولوا (ورزشکار)
ناتالیا سوکولوا (روسی: Наталья Дмитриевна Соколова؛ زادهٔ ۶ اکتبر ۱۹۴۹) دونده، و ورزشکار دو و میدانی اهل روسیه است.